# Hedypathes curvatocostatus
Hedypathes curvatocostatus là một loài bọ cánh cứng trong họ Cerambycidae.